# Hugo Sotil Yeren
Hugo Sotil Yeren   (Ica, 18 de maig de 1949 - Lima, 30 de desembre de 2024), més conegut com a Hugo Sotil o pel malnom «El Cholo», fou un futbolista peruà.
Sotil començà la seva vida professional el 1968 al Deportivo Municipal de la segona divisió peruana, ajudant l'equip a pujar a primera. L'any 1973 fou traspassat al FC Barcelona, on jugà al costat de Johan Cruyff, i guanyà la lliga de 1973-74. L'arribada de Johan Neeskens aquell mateix estiu va fer que Sotil fos considerat el tercer estranger de l'equip a l'espera de la seva nacionalització, que no es va produir fins al mes d'agost de l'any següent. D'aquesta manera, Sotil no va poder jugar cap partit de competició oficial la temporada 1974-75. L'any 1977 va retornar al Perú, a l'Alianza Lima, amb el qual guanyà les lligues de 1977 i 1978.
Amb la selecció del Perú participà en les Copes del Món de 1970 i 1978 i guanyà la Copa Amèrica de 1975.